# Awantaż
Awantaż – odchylenie przykładu broni od płaszczyzny pionowej, np. kolby od osi luf broni myśliwskiej, dzięki któremu przyrządy celownicze znajdują się na jednej linii z okiem celującego.